# Fernando Primo de Rivera
Fernando Primo de Rivera (Siviglia, 24 luglio 1831 – Madrid, 23 maggio 1921) è stato un generale e politico spagnolo.

## Biografia
Nato a Siviglia nel 1831, era figlio dell'ammiraglio José Primo de Rivera. Entrò nel collegio militare dell'esercito e nel 1847 divenne sottotenente di fanteria, partecipando a numerosi conflitti. Prese parte alle rivolte a Madrid del 1848 e del 1856 e alla seconda e terza guerra carlista. 
Dopo che le sue forze presero il controllo dell'attuale comune di Estella, fu creato marchese del medesimo luogo il 25 maggio 1877.
Dal 1880 al 1883 assunse la carica di Governatore-Generale delle Filippine, carica che riottenne dal 1897 al 1898. Nel 1883 ottenne il titolo di Conte di San Fernando de la Unión.
Sospese temporaneamente le ostilità fra filippini e spagnoli durante la rivoluzione filippina (che era scoppiata nel 1896), attraverso il Patto di Biak-na-Bato, firmato il 14 dicembre 1897. Raggiunse il grado di capitano generale del Ejército.
Fu Ministro della Guerra tra il 1907 e il 1909 e per alcuni mesi nel 1917, in due governi conservatori.
Era inoltre zio del generale Miguel Primo de Rivera, dittatore spagnolo dal 1923 al gennaio 1930, che fu secondo marchese di Estella.